# Conseil interprofessionnel des vins du Roussillon
Comptant parmi les interprofessions françaises issues de la loi du 10 juillet 1975, le Conseil Interprofessionnel des Vins du Roussillon (CIVR) est une association interprofessionnelle engagée dans le développement des Vins du Roussillon.
Son champ d'application regroupe tous les professionnels produisant et/ou commercialisant des AOP et IGP du Roussillon.

## Fonctionnement
Pour son financement il perçoit des contributions volontaires obligatoires auprès des professionnels du secteur. Le Conseil augmente ces contributions de 23 % en 2015, et dispose d'un budget annuel de 5 millions d'euros à partir de 2016.
Il est composé d'une Assemblée Générale de 26 membres divisée en 2 collèges : production et négoce, d'un Conseil de Direction de 18 membres et d'un Bureau de 6 membres.
Le CIVR est membre de Vin et société.